# 한스 로베르트 야우스
한스 로베르트 야우스(Hans Robert Jauß, 한스로베르트(Hansrobert 또는 Hans-Robert)로도 불림. 1921년 12월 12일 괴핑겐 - 1997년 3월 1일 콘스탄츠)는 독일의 라틴어 학자이자 문학 연구가이다. 그는 1952년 하이델베르크 대학교에서 게르하르트 헤스를 통하여(주제: 마르셀 프루스트의 <잃어버린 시간을 찾아서>에서의 시간과 기억) 박사 학위를 받았으며, 1952년 동 대학에서 마찬가지로 게르하르트 헤스를 통하여 라틴어 문헌학 교수 자격을 취득하였다(주제: 중세 우화 연구). 야우스는 이후 뮌스터(1959년), 기센(1961년), 콘스탄츠(1966년)에서 교수로 임명되었으며, 콘스탄츠 개혁대학의 창설 교수 중 한 명이었다. 그는 1987년 콘스탄츠 개혁대학의 명예교수가 되었다.
한스 로베르트 야우스의 주요 연구 분야는 중세와 현대 프랑스 문학, 장르 이론, 역사와 미학이었다. 그는 또한 “중세 소설 문학 개론”의 공저자이자, 연구 단체 “시학과 해석학”(1963년)의 공동 설립자이기도 하다. “수용미학”의 구상자 가운데 한 명이던 그는 문학 연구계의 콘스탄츠 학파를 대표하는 인물이다. 1980년 야우스는 하이델베르크 학술 아카데미의 회원이 되었다. 그는 취리히, 베를린, 뉴욕, 예일, 파리, 루뱅, 버클리, 로스 앤젤러스, 프린스턴, 매디슨에서 초빙교수로 재직하기도 했다.